# Komuna e Llugajt
Komuna e Llugajt är en kommun i Albanien.   Den ligger i distriktet Rrethi i Tropojës och prefekturen Qarku i Kukësit, i den norra delen av landet, 110 km norr om huvudstaden Tirana.
Trakten runt Komuna e Llugajt består till största delen av jordbruksmark.  Runt Komuna e Llugajt är det glesbefolkat, med 20 invånare per kvadratkilometer.